# Гімалайські субтропічні соснові ліси
Гімалайські субтропічні соснові ліси (ідентифікатор WWF: IM0301) — індомалайський екорегіон тропічних та субтропічних хвойних лісів, розташований в Гімалаях.

## Географія
Екорегіон гімалайських субтропічних соснових лісів простягається на понад 3000 км вздовж нижніх схилів Гімалаїв майже по всій довжині цих гір, від пакистанської провінції Пенджаб через Азад Кашмір, індійські штати Джамму та Кашмір, Хімачал-Прадеш та Уттаракханд до Непалу, індійського штату Сіккім та Бутану. Як і багато інших гімалайських екорегіонів, цей регіон розділений глибокою ущелиною Калі-Ґандакі в Непалі. На захід від неї ліси більш сухі, а на сході, де мусонні дощі, що приходять з Бенгальської затоки, приносять більше вологи, ліси більш густі та вологі.

## Флора
Рослинний покрив екорегіону представлений сосновими рідколіссями, де переважає посухостійка сосна чир (Pinus roxburghii). Через регулярні пожежі соснові ліси не мають розвиненого чагарникового підліску. Однак на гірських схилах регіону рясно ростуть трави, зокрема щетинястий очеретник (Arundinella setosa), циліндрична імперата (Imperata cylindrica), гімалайська тенеда (Themeda anathera) та розхилений цимбопогон (Cymbopogon distans), а також кущі барбарису (Berberis spp.), ожини (Rubus spp.), мірики (Myrica spp.), гімалайської малини (Rubus ellipticus) та бенгальської каранди (Carissa carandas).
Соснові ліси переважно поширені на південних схилах Гімалаїв, хоча в Західному Непалі вони подекуди трапляються і на інших схилах. Найбільші лісові масиви зустрічаються на нижніх схилах округів Кангра та Уна в Хімачал-Прадеші, а також в Бутані. Менші ділянки зустрічаються на сході Хімачал-Прадешу, на нижніх схилах Уттаракханду, у менш густонаселеному Західному Непалі, на висоті від 1000 до 2000 м над рівнем моря в гірських хребтах Сівалік та Хімачал.

## Фауна
В екорегіоні зустрічається близько 120 видів ссавців. Через відсутність густого підліску в соснових лісах мешкає небагато травоїдних тварин, за винятком гімалайських горалів (Naemorhedus goral) та індійських мунтжаків (Muntiacus muntjak). Внаслідок цього, великих хижаків, таких як бенгальських тигрів (Panthera tigris tigris) та індійських леопардів (Panthera pardus fusca), в екорегіоні також мешкає небагато. Натомість хижі тварини представлені дрібнішими ссавцями, такими як харзи (Martes flavigula). Серед інших ссавців, поширених в регіоні, слід відзначити непальських лангурів (Semnopithecus schistaceus)
Багата орнітофауна регіону нараховує понад 480 видів. В густих трав'янистих заростях регіону мешкають різноманітні фазани. Серед поширених в регіоні птахів слід відзначити рудогруду куріпку (Arborophila mandellii), гімалайського фазана (Catreus wallichii), бутанську фульвету (Fulvetta ludlowi), рудочеревого алікорто (Brachypteryx hyperythra), жовтокрилу чагарницю (Trochalopteron elliotii), непальську тимелію-куцохвоста (Pnoepyga immaculata), непальську сибію (Actinodura nipalensis), непальську кратеропу (Turdoides nipalensis) та чорноголового трагопана (Tragopan melanocephalus).

## Збереження
Екорегіону загрожує масова вирубка лісів на дрова або з метою звільнення територій під пасовища або поля. Більше половини лісів регіону були вирубані або здеградували, що призводить до ерозії ґрунтів. Найбільше постраждав Центральний Непал, де на місці вирубаних соснових лісів поширені терасові поля.
Оцінка 2017 року показала, що 3514 км², або 5 % екорегіону, є заповідними територіями. Більшість природоохоронних територій регіону невеликі, однак частину соснових лісів екорегіону охоплює Національний парк Джима Корбетта.